# Lista de episódios de Vai que Cola
Vai Que Cola é uma sitcom brasileira criada por Leandro Soares, exibida nas noites de segunda à sexta pelo canal à cabo Multishow, desde 8 de julho de 2013.

## Resumo
| Temporada | Temporada              | Episódios | Exibição               | Exibição               |
| Temporada | Temporada              | Episódios | Estreia de temporada   | Final de temporada     |
| --------- | ---------------------- | --------- | ---------------------- | ---------------------- |
|           | 1                      | 40        | 8 de julho de 2013     | 26 de agosto de 2013   |
|           | 2                      | 40        | 1 de setembro de 2014  | 24 de outubro de 2014  |
|           | 3                      | 41        | 19 de outubro de 2015  | 14 de dezembro de 2015 |
|           | 4                      | 40        | 17 de outubro de 2016  | 12 de dezembro de 2016 |
|           | 5                      | 40        | 02 de outubro de 2017  | 24 de novembro de 2017 |
|           | 6                      | 40        | 13 de agosto de 2018   | 05 de outubro de 2018  |
|           | 7                      | 40        | 07 de outubro de 2019  | 29 de novembro de 2019 |
|           | 8                      | 40        | 30 de novembro de 2020 | 25 de dezembro de 2020 |
|           | Especial Paulo Gustavo | 1         | 30 de outubro de 2021  | 30 de outubro de 2021  |
|           | 9                      | 39        | 01 de novembro de 2021 | 23 de dezembro de 2021 |

## Episódios

### Temporada 1
| # | Titulo                         | Data original       | Cód. de Produção |
| --- | ------------------------------ | ------------------- | ---------------- |
| 1 | "Se Gritar, Pega Ladrão"       | 8 de julho de 2013  | 101              |
| Após se meter em uma falcatrua, o malandro Valdomiro Lacerda vai morar em uma pensão localizada no subúrbio carioca, tentando fugir da Polícia Federal. A trabalhadora Dona Jô, dona da pensão, o recebe como hóspede e vê que nele existe um bom coração, e mesmo relutando resolve deixar Valdomiro, agora conhecido como Valdo Pinto, morando em sua pensão junto á Wilson, Terezinha, Ferdinando, Jéssica e a falsa gringa Velna, amiga da fogosa Terezinha que está no local em busca de um dinheiro guardado de Tiziu, o falecido marido ex-bicheiro de Terezinha. Ausente: Sílvio Guindane como Lacraia |                                |                     |                  |
| 2 | "Quem quer ser um milionário?" | 9 de julho de 2013  | 102              |
| A loteria federal está oferecendo um prêmio especial de 20 milhões de reais, o que deixa a pensão em polvorosa. Já se imaginando milionários, todos discutem sobre o que fariam caso ganhassem a bolada. Jéssica, por exemplo, renovaria o guarda-roupa, enquanto Ferdinando investiria na sua carreira de cantor(a) de cabaré. Valdo, ainda tentando provar que se regenerou, diz que investiria o dinheiro no amor, dividindo-o com todos da pensão. Ingênua, Dona Jô cai de amores pela resposta do malandro, despertando o ciúme de Wilson. O misterioso faz-tudo e engenheiro geral não deixa barato: inventa uma loteria fictícia e Valdo compra bilhete, sem saber que é uma armação e acaba se dando mal. Ausente: Sílvio Guindane como Lacraia |                                |                     |                  |
| 3 | "Dona Jô tá estressada"        | 10 de julho de 2013 | 103              |
| O zelador Ferdinando tira uma folga e Dona Jô fica estressada com o acúmulo de funções na pensão. Valdo, então, propõe organizar a vida Dona Jô, mas acaba aceitando uma encomenda de 100 quentinhas para uma convenção que renderia 5 mil reais. Como assistente pessoal, o trambiqueiro acaba exigindo demais de Dona Jô, e ela acaba tendo um colapso nervoso. Valdo assume o comando do jantar encomendado, reúne o pessoal e avisa que eles vão ter que dar conta dessa encomenda sem a dona da pensão. Em paralelo, Wilson começa a fazer uma dieta excêntrica a base de "suco de clorofila" e enlouquece com os efeitos colaterais. Terezinha, por sua vez, se prepara para comemorar os 5 anos de morte do falecido Tiziu e chama Jéssica e Velna para a boca livre. Ausentes: Marcus Majella como Ferdinando; Emiliano D'Avila como Máicol e Sílvio Guindane como Lacraia |                                |                     |                  |
| 4 | "Quem dá mais?"                | 11 de julho de 2013 | 104              |
| Faz calor no Méier e Ferdinando reclama que nessas condições não há como trabalhar. Ouvindo o papo, Valdo dá razão ao concierge-zelador e sugere que Dona Jô compre um ar condicionado para a pensão. A proprietária reclama da falta de dinheiro e o trambiqueiro do Leblon promete que vai fazer a situação da pensão melhorar. Valdo, então, vê no jornal uma notícia sobre uma mulher que vendeu a virgindade por um milhão de reais e tem uma ideia que pode render uma boa grana para o pessoal da pensão: vender a virgindade do Sr. Wilson, o estranho faz-tudo formado em engenharia geral. Para o plano, ele conta com a ajuda de Jéssica, que promete repaginar o visual do funcionário da pensão. Ausente: Sílvio Guindane como Lacraia |                                |                     |                  |
| 5 | "Paletó de Madeira"            | 12 de julho de 2013 | 110              |
| Um dilúvio desaba sobre o Méier e encharca as roupas de Valdo que estavam penduradas no varal da pensão por esquecimento de Ferdinando. De roupão em plena sala, o malandro comove Dona Jô ao dizer que, além de ter ficado com as roupas molhadas na varanda, pegou um temporal quando saiu para comprar o pão e só lhe restou este traje para vestir. Mal sabia ela que tratava-se de mais uma mentira de Valdomiro. Terezinha, então, sugere que Valdo vista as roupas do falecido Tiziu e o convence de ir ao churrasco de comemoração ao aniversário de 10 anos de um famoso golpe do bicheiro na região. A semelhança entre o trambiqueiro e o falecido Tiziu assusta a todos e causa muita confusão na pensão. Enquanto isso, Lacraia chega na história para disputar o amor de Jéssica com Máicol.                                                                         |                                |                     |                  |
| 6 | "Vodca ou Água de Côco?"       | 15 de julho de 2013 | 105              |
| Jéssica fica em polvorosa com um concurso que é lançado na internet, promovido por Naldo. Para participar, é preciso inventar um funk que fale sobre a vida no subúrbio. Acreditando ser essa sua chance de ficar famosa, Jéssica convoca todos os moradores da Pensão a participarem do vídeo produzido, dirigido e protagonizado por ela. Valdo vê no plano da periguete a chance de ganhar uma grana e entra na empreitada, mas os outros moradores ficam insatisfeitos com o autoritarismo da moça. O resultado do concurso será anunciado pessoalmente pelo cantor e Jéssica tem certeza de que o popstar aparecerá na Pensão de sua mãe para a entrega de seu prêmio. Participação Especial: Naldo Benny como ele mesmo Ausente: Sílvio Guindane como Lacraia |                                |                     |                  |
| 7 | "Gênio da Malandragem"         | 16 de julho de 2013 | 107              |
| Valdomiro resolve abrir uma empresa em que o principal objetivo é realizar o desejo das pessoas. Ele começa, então, a ganhar dinheiro em cima dos sonhos dos moradores da pensão. Wilson, por exemplo, o contratará para fazer um jantar a luz de velas com a Dona Jô; enquanto Jéssica pede pra que Valdo a ajude a ficar famosa. Ausente: Sílvio Guindane como Lacraia |                                |                     |                  |
| 8 | "O príncipe e o Mallandro"     | 17 de julho de 2013 | 108              |
| Em um sonho, Terezinha tem uma visão de Sérgio Mallandro vestido de príncipe dizendo que ela precisava abrir mão de uma mágoa. Ela, então, revela aos moradores da pensão seu maior segredo na vida: não teve uma festa de 15 anos. Eles então, resolvem fazer uma festa surpresa para a Terezinha e chamam o Mallandro para ser seu príncipe. Participação Especial: Sérgio Mallandro como ele mesmo Ausente: Sílvio Guindane como Lacraia |                                |                     |                  |
| 9 | "Quarto-Família"               | 18 de julho de 2013 | 109              |
| Um temporal alaga os quartos da pensão, que ficam com goteiras por todo lado. Os moradores reclamam com Dona Jô e correm pra se espremer em seu quarto. Primeiro, chegam Jéssica e Máicol, que tentam marcar território na cama da dona da pensão. Em seguida, Terezinha e Ferdinando - o responsável pelo problema das goteiras - aparecem por lá também. Por último, Valdo chega mal-humorado exigindo um novo quarto. Com a negativa de Dona Jô, o jeito foi improvisar uma cama no resto de espaço que resta junto aos outros. Porém, com a chegada de Wilson e Velna no quarto, o espaço diminui e Jéssica propõe uma votação para ver quem vai dormir na sala. Ausente: Sílvio Guindane como Lacraia |                                |                     |                  |
| 10 | "Inspetora Geral"              | 19 de julho de 2013 | 106              |
| A Guarda Bela, vigia da rua, aparece na pensão e pede para ficar hospedada ali por causa de "uma investigação". Todos temem que ela descubra algo, cada qual com seu rabo preso, e puxam o saco dela, principalmente Valdo, com receio de ir preso. Participação Especial: Dani Valente como Guarda Bela Ausente: Sílvio Guindane como Lacraia |                                |                     |                  |
| 11 | "Segunda Mão"                  | 22 de julho de 2013 | 112              |
| Valdo e Máicol viram sócios em uma nova empreitada: os malandros começam a vender bugigangas "vintage" na pensão, bolando uma espécie de feira de antiguidades. Dona Jô, então, compra um velho computador de Máicol, e aprende a usar a internet com Wilson. Ela conhecerá um misterioso rapaz em uma sala de bate-papo e não vai querer mais largar o computador, deixando o atendimento da pensão às moscas. Para fisgar a sua nova paquera, ela resolve pedir ajuda á Terezinha. O que ela não imagina é que o rapaz é seu Wilson disfarçado com a ajuda de Ferdinando. Ausente: Sílvio Guindane como Lacraia |                                |                     |                  |
| 12 | "Ai, que Roubada!"             | 23 de julho de 2013 | 113              |
| Dona Jô conhece Narcisa Tamborideguy em um velório e a convida para conhecer sua Pensão no Méier. A socialite aceita o convite e os moradores resolvem organizar uma recepção para ela. Só que Valdo e Terezinha não chegam a um consenso sobre como deve ser o 'rega-bofe' e o grupo se divide para produzir duas festas: uma tipicamente suburbana e outra no estilo zona sul. A disputa é para ver qual das duas Narcisa gosta mais. Participação Especial: Narcisa Tamborindeguy como ela mesma Ausente: Emiliano D'Avila como Máicol |                                |                     |                  |
| 13 | "Pensão Mal-Assombrada"        | 24 de julho de 2013 | 114              |
| Muito suspense na Pensão da Jô no décimo terceiro episódio de "Vai Que Cola". Lacraia vai levar um documento da Dona Jô ao cartório e lá descobre que o terreno da pensão já foi, no passado, um cemitério da época do Império. Os moradores, apavorados com a informação, passam a achar que a pensão é mal assombrada. Ausentes: Fernando Caruso como Wilson |                                |                     |                  |

### Temporada 2 (2014)
| # | Título                      | Data Original          | Cód. de Produção |
| --- | --------------------------- | ---------------------- | ---------------- |
| 1 | "Jeitinho Brasileiro"       | 1 de setembro de 2014  |                  |
| A pensão foi reformada e por isso Dona Jô está toda endividada. Falta o acabamento da obra, porque os pedreiros, sem receber, foram embora e o trabalho sobrou todo para Wilson. Enquanto isso Jéssica precisa frequentar, contrariada, o supletivo que a mãe a matriculou. Já Ferdinando se prepara para ser a estrela da Quinta Gay, atração de uma casa noturna da vizinhança. Para deixar a pensão ainda mais agitada, a polícia finalmente descobre que Valdomiro Lacerda está por lá e aparece para prendê-lo. Participação especial: Compadre Washington Nota: Este episódio foi exibido ao vivo |                             |                        |                  |
| 2 | "Velozes E Furiosos"        | 2 de setembro de 2014  |                  |
| É estabelecida uma competição para descobrir quem entrega mais quentinhas em menos tempo. Participam Sanderson, o motoboy da pensão, e Eloisa, a taxista que tem ponto ali na frente. O resultado é um desastre: não param de chegar reclamações sobre quentinhas entregues em péssimo estado. Wilson intervém então e consegue uma solução ecológica. |                             |                        |                  |
| 3 | "Boy Magia"                 | 3 de setembro de 2014  |                  |
| Na sua eterna luta para ganhar dinheiro sem trabalhar, Máicol se inscreve no concurso Boy Magia, que vai escolher o melhor dançarino-barman do Méier. Ele vai ter que enfrentar Sanderson, o motoboy da pensão, que também está na disputa. O que eles não sabem é que o concurso é promovido por uma boate gay. |                             |                        |                  |
| 4 | "Casa comigo"               | 4 de setembro de 2014  |                  |
| Duas visitas agitam a pensão: Ferdinalva, a sobrinha do Ferdinando que veio do interior, e o cantor Luan Santana. Wilson está decidido a finalmente se declarar para dona Jô e resolve pedir ajuda a Luan. Mas, apesar de todo o empenho do cantor, as coisas se mostram mais difíceis do que pareciam ser. Enquanto isso, Ferdinalva não encontra Ferdinando, acaba se indispondo com a galera da pensão e vai embora, depois de provocar muita confusão. Participação especial: Luan Santana |                             |                        |                  |
| 5 | "Parque aquático"           | 5 de setembro de 2014  |                  |
| Faz muito calor no Méier e Wilson compra uma piscina de plástico para colocar na laje. Valdo resolve faturar com a situação, cobrando ingressos para o suposto 'parque aquático'. Acontece que são vendidos muito mais ingressos do que a capacidade do local. A situação só se resolve com a ajuda da natureza: chove e todos vão embora |                             |                        |                  |
| 6 | "Absurdos na Pensão"        | 8 de setembro de 2014  |                  |
| Endividada devido à reforma que fez na pensão, dona Jô toma uma decisão: agora só vai comer bem quem merecer! Enquanto isso, a casa recebe a visita da Senhora dos Absurdos, famoso personagem do ator Paulo Gustavo. Como sempre, ela critica tudo e todos e causa um mal-estar generalizado. Na verdade, o que ela quer é tomar conta da pensão, mas seus planos são descobertos por Wilson e todos se unem contra a visitante inconveniente. Participação especial: Paulo Gustavo como Senhora dos Absurdos.                                                                                         |                             |                        |                  |
| 7 | "Bubullying"                | 9 de setembro de 2014  |                  |
| Sanderson, o motoboy corintiano que veio de São Paulo, é chamado de lento pelos colegas de pensão, por demorar muito com as entregas de quentinhas. Isso o faz lembrar do bulliyng que sofria na infância e o deixa triste, atrapalhando os planos de Jéssica, que se preparava para criar com ele uma dupla de hip hop. Traumatizado, Sanderson fica gago e só melhora graças à atenção e ao carinho de Terezinha. |                             |                        |                  |
| 8 | "As poderosas"              | 10 de setembro de 2014 |                  |
| Jéssica reclama que Máicol não arranja emprego e diz que ele só pensa em lutas e artes marciais. O rapaz então arranja emprego como segurança de uma grande estrela, cujo nome mantém em sigilo. Jéssica descobre que a tal estrela é a cantora Anitta, de quem morre de inveja desde a época de colégio, porque Anitta lhe roubou todos os namorados. Participação especial: Anitta |                             |                        |                  |
| 9 | "Halloween"                 | 11 de setembro de 2014 |                  |
| Todo mundo está fantasiado para comemorar o Halloween e Wilson, vestido de ‘Pluft, o fantasminha’, está chateado porque não consegue assustar ninguém. Mas, quando coisas estranhas começam a acontecer na pensão, ninguém mais sabe o que é brincadeira e o que é realidade. E a situação se complica ainda mais quando Wilson vira o ‘Caça-fantasmas’. |                             |                        |                  |
| 10 | "Bola no pé"                | 12 de setembro de 2014 |                  |
| O técnico de futebol Joel Santana está no Méier para dar uma palestra. Oportunista, Valdomiro vislumbra a possibilidade de faturar alto, como empresário, diante de uma possível transferência do “craque” Máicol para o exterior. Naturalmente, Joel percebe a armação, mas acaba simpatizando com o pessoal da pensão e se encanta especialmente com a comida da Dona Jô. Participação especial: Joel Santana |                             |                        |                  |
| 11 | "Tá viajando"               | 15 de setembro de 2014 |                  |
| Dona Jô está se queixando de suas dívidas, pois não consegue arcar com os gastos da pensão. Valdo chega reclamando do Méier e dizendo que quer viajar, mas a matriarca da casa o lembra de que ele não tem permissão para sair do bairro. Sanderson embarca na viagem de Valdo e diz que quer voltar pra São Paulo. Ferdinando acaba ficando nervoso e convencendo todo mundo a ajudar Dona Jô. |                             |                        |                  |
| 12 | "Mulher Feia"               | 16 de setembro de 2014 |                  |
| Marli (Flávia Reis), uma vizinha muambeira, aparece na pensão com um monte de apetrechos para vender. Enquanto isso, Dona Jô diz que vai receber uma nova hóspede. Batizada por Ferdinando de "a gata dos 7 véus", a hóspede na realidade é uma baranga. Jéssica está chateada porque Maicol anda muito galinha e resolve aprontar uma armadilha para o namorado. Participação especial: Paulo Gustavo como Mulher Feia e Flávia Reis como Marli |                             |                        |                  |
| 13 | "Chamem o síndico"          | 17 de setembro de 2014 |                  |
| Cansada de tanto trabalhar, Dona Jô abre uma vaga para síndico da pensão e começa a disputa. Todos os moradores resolvem se candidatar e a disputa vira um caos. Dona Jô fica mais irritada ainda e resolve vender a pensão. Os moradores, então, precisarão reconquistá-la para que ela mude de ideia. |                             |                        |                  |
| 14 | "Maus hábitos"              | 18 de setembro de 2014 |                  |
| Dona Jô está aguardando uma visita especial e pede a todos que se comportem. Como não poderia ser diferente, os hóspedes não a obedecem. Com a chegada do Padre Eusébio à pensão, eles aprontam todas. Mas esse padre esconde um segredo e todos começam a suspeitar. Participação especial: Marcos Veras como Padre Eusébio |                             |                        |                  |
| 15 | "Lgbtxyz"                   | 19 de setembro de 2014 |                  |
| Jaqueline (Júlia Rabello) aparece na pensão depois de um ano procurando Valdomiro, seu ex. Mas Valdo está fora, viajou. Ferdinando descobre que Jaqueline "mudou de time" e, após algumas revelações, Wilson resolve se declarar lésbico. A grande surpresa é que Marise (Carol Castro), a tia gata de Maicól, também joga nos dois times. Participação especial: Carol Castro e Leonardo Miggiorin |                             |                        |                  |
| 16 | "Inferno Astral"            | 22 de setembro de 2014 |                  |
| É aniversário de Terezinha e todos resolvem fazer uma festa surpresa para ela. A grande surpresa da noite fica a cargo de Sanderson, que convida seu amigo Tiaguinho para fazer um show durante a festa. O problema é que Terezinha acaba confundindo o cantor com um assaltante! Além disso, Sanderson, na verdade, prepara um golpe para o "amigo" Participação especial: Thiaguinho |                             |                        |                  |
| 17 | "Madeira"                   | 23 de setembro de 2014 |                  |
| Sanderson teve um probleminha e Doja Jô chama Eloísa para ajudar a entregar as quentinhas. Mas a taxista não pode dar essa força, porque tem que pegar um cliente. Valdo, para variar, está armando um plano e pretende faturar uma grana de um empresário que vai almoçar na pensão. Ele conta com a ajuda de todos os moradores, só não imagina que o empresário não tem mais grana. Participação especial: Fábio Rabin |                             |                        |                  |
| 18 | "Parece mas não é"          | 24 de setembro de 2014 |                  |
| Jéssica está com dificuldades para estudar para a prova do supletivo, até que Wilson, gentilmente, se oferece para ensinar a matéria através da música. Terezinha e Velna espalham o boato de que Sanderson é gay e foi visto com o Miltinho. Mas não é bem com o Miltinho que Sanderson está saindo. |                             |                        |                  |
| 19 | "It's Time!"                | 25 de setembro de 2014 |                  |
| Lacraia (Silvio Guindane) aparece na pensão e todos estavam morrendo de saudade (menos Máicol!). O problema é que agora ele é um pichador procurado pela polícia. Quem também surge de surpresa na pensão da Jô é Bruce Buffer, famoso locutor de lutas de MMA. Ele está atrás de Valdo, que prometeu lhe arranjar alguns lutadores. Participação especial: Bruce Buffer |                             |                        |                  |
| 20 | "Bico largo"                | 26 de setembro de 2014 |                  |
| Pathy dos Reis é uma blogueira que aparece na pensão da Dona Jô atrás de Valdomiro Lacerda. Doida para descobrir os "podres" dos moradores e soltar o verbo na rede, a baixinha acaba causando um certo desconforto na casa. Para completar o clima desagradável, Jaqueline, a ex-namorada golpista de Valdo, também resolve aparecer de mala e cuia, pedindo abrigo a Dona Jô. Claro que o coração de mãe de Dona Jô consegue um espacinho para Jaqueline, mas Valdo não curte muito essa ideia. Participação especial: Pathy dos Reis                                                                 |                             |                        |                  |
| 21 | "Mendigos"                  | 29 de setembro de 2014 |                  |
| Eloísa chega à pensão dizendo que acabou de levar um mendigo até a Lapa. Os hóspedes logo perguntam se ela está fazendo caridades, mas a taxista responde que o mendigo pagou a corrida no cartão de débito. Todos, menos Wilson, ficam impressionados e acham que virar mendigo pode ser a solução para seus problemas financeiros. |                             |                        |                  |
| 22 | "Apagão"                    | 30 de setembro de 2014 |                  |
| Dona Jô está fora da pensão, mas Wilson resolve incorporá-la. Ele leva essa história tão a sério que todos ficam preocupados com o que está se passando. Velna marca um "date" com um milionário e está prestes a dar o golpe do baú, porém um apagão repentino acaba com a alegria de todos. Mas, como todo magnata, o pretendente de Velna pode resolver esse problema. Participação especial: Fábio Rabin |                             |                        |                  |
| 23 | "Quando o bicho pega"       | 1 de outubro de 2014   |                  |
| Raposo, antigo parceiro de finado Tiziu, aparece na pensão e convida Terezinha para voltar a ser a Dama do Morro do Cerol. Ela, é claro, fica toda contente. Mas Raposo está mesmo é de olho na herança do falecido, que estaria enterrada na pensão, e finge interesse na viúva. Para se livrar de Raposo, Valdomiro faz de conta que é o temido bandido ‘Careca’. |                             |                        |                  |
| 24 | "Tubaroa"                   | 2 de outubro de 2014   |                  |
| Ferdinando recebe uma correspondência de Toninho Tubarão (Fábio Porchat) e todos descobrem que ele está devendo ao perigoso agiota do Méier. Os moradores da pensão se desesperam e tentam ajudar Ferdinando a quitar sua dívida. Participação especial: Fábio Porchat como Tuninho Tubarão |                             |                        |                  |
| 25 | "Sistas"                    | 3 de outubro de 2014   |                  |
| O motoboy Sanderson descola umas fotos para Velna fazer e ela logo se empolga. Jéssica resolve ajudar arrumando o cabelo da "amiga". A pensão recebe visita da Dra Valeiévisi, que encomenda uma quentinha da Dona Jô. A doutora aproveita e divulga seu livro sobre a Teoria do Ombrismo. Na verdade, a "especialista" é ninguém menos que Valesca Popozuda. Participação especial: Valesca Popozuda como Valeiévsky |                             |                        |                  |
| 26 | "Méier Music"               | 6 de outubro de 2014   |                  |
| Jéssica inscreve a pensão num concurso que vai escolher o cenário onde será gravado o novo clipe do MC Guimê. A pensão da Jô é escolhida, mas o funkeiro fica decepcionado quando aparece para conhecer o lugar: não tem nada a ver com as fotos postadas no blog da Jéssica. Participação especial: MC Guimê |                             |                        |                  |
| 27 | "Dotadão do Méier"          | 7 de outubro de 2014   |                  |
| O detetive particular Xavier aparece na pensão atrás do "dotadão" do Méier. A notícia de que há um dotadão no bairro mexe com os hormônios das mulheres da pensão, que fazem de tudo para descobrir quem é o tal abençoado. Participação especial: Nando Cunha |                             |                        |                  |
| 28 | "Pensão Arco-Íris"          | 8 de outubro de 2014   |                  |
| Jéssica está sendo assediada por Fom-Fom, enquanto Bibi se revela admiradora de Máicol. A pensão recebe a visita do Amigo Gay de Ferdinando, que tomou o lugar de Ferdinando como estrela da Quinta Gay, mas vai dizer a ele que não quer mais o posto. As duas acabam tendo a ideia de transformar a pensão num QG contra o preconceito. |                             |                        |                  |
| 29 | "Canta Forte Canta Alto"    | 9 de outubro de 2014   |                  |
| Jaqueline vai passar o fim de semana na pensão, onde encontra Máicol, que tem a ideia de ser seu empresário e lançá-la como cantora de MPB. Ele consegue marcar o primeiro show, mas, para desespero de todos, Jaqueline acaba perdendo a voz. |                             |                        |                  |
| 30 | "Pensão Otimizada"          | 10 de outubro de 2014  |                  |
| Dona Jô ouve um anúncio no rádio e acredita que vai ganhar uma iogurteira. Imediatamente, ela liga para o telefone que é divulgado na propaganda e, pouco depois, o anunciante Lindolfo Tigre aparece na pensão prometendo mundos e fundos a todos. |                             |                        |                  |
| 31 | "Arquivo W"                 | 13 de outubro de 2014  |                  |
| Seu Wilson tem sonhos de que aliens aparecem no Méier |                             |                        |                  |
| 32 | "O sem noção"               | 14 de outubro de 2014  |                  |
| Domingo |                             |                        |                  |
| 33 | "Separação"                 | 16 de outubro de 2014  |                  |
| Máicol e Jessica resolvem se separar |                             |                        |                  |
| 34 | "Toma que o filho é teu"    | 17 de outubro de 2014  |                  |
| Valdisney aparece na pensão Participação especial: João Côrtes como Valdisney |                             |                        |                  |
| 35 | "A Favorita"                | 20 de outubro de 2014  |                  |
| Terezinha perde o posto de madrinha |                             |                        |                  |
| 36 | "Nega Maluca"               | 21 de outubro de 2014  |                  |
| Ivonete aparece na pensão dizendo |                             |                        |                  |
| 37 | "Terapia de vidas passadas" | 22 de outubro de 2014  |                  |
| Vidente de vidas passadas |                             |                        |                  |
| 38 | "Quem mexeu no meu pudim"   | 23 de outubro de 2014  |                  |
| às 19:00 |                             |                        |                  |
| 39 | "Hey Niggaz"                | 24 de outubro de 2014  |                  |
| Toninho Tubarão diz que vai matar se não dizer |                             |                        |                  |
| 40 | "Pernão Sarado"             | 27 de outubro de 2014  |                  |
| Demian Maia aparece na pensão dizendo |                             |                        |                  |

### Temporada 3 (2015)
| # | Título                              | Data Original          | Cód. de Produção |
| --- | ----------------------------------- | ---------------------- | ---------------- |
| 0 | "O Azarão"                          | 1 de setembro de 2015  |                  |
| Os moradores da pensão continuam com seus problemas de sempre. Dona Jô sem dinheiro, Jessica e Maicol mal falados na vizinhança, Terezinha e Velna atrás da mala de Tiziu. Como não parecem achar uma solução, se unem para participar de um bolão da loteria, menos Valdomiro. Nota: Este episódio foi exibido antes do Prêmio Multishow de Música Brasileira 2015 como Pré-Estreia da Terceira Temporada.       |                                     |                        |                  |
| 1 | "A Grande Inauguração"              | 19 de outubro de 2015  | 301              |
| Os moradores da pensão ganharam na loteria. Menos Valdomiro. Todos estão animados com suas recentes conquistas: Dona Jô vai inaugurar um restaurante, Ferdinando será o maitre e Seu Wilson fará os drinks. Terezinha mandou fazer seu auto-retrato com um artista famoso, Sanderson abriu uma borracharia, Maicol comprou um camaro amarelo, Jessica roupas e Velna, biquinis.                                   |                                     |                        |                  |
| 2 | "Hoje vai ter uma festa"            | 20 de outubro de 2015  | 302              |
| Catra aparece na pensão. Ele quer fazer uma festa pra Junior. Todos então se mobilizam para fazer uma festa inesquecível para um dos filhos do MC. Resta saber qual. Valdo tenta se aproveitar da situação e combina que Lacraia vai se passar por um dos filhos de Catra ainda não reconhecido. |                                     |                        |                  |
| 3 | "Trago a pessoa amada em 3 dias"    | 21 de outubro de 2015  | 303              |
| Ferdinando pede a Valdomiro pra fazer uma macumba em seu nome com Pai Painho, que fica de trazer a pessoa amada em três dias. Quando a dupla sertaneja, Munhoz e Mariano, entra na pensão, o concierge tem certeza que seu pedido foi atendido. Mas todos os outros moradores da pensão também tem ficam interessados na dupla.                                                                                   |                                     |                        |                  |
| 4 | "Vícios"                            | 22 de outubro de 2015  | 304              |
| Jessica está tão viciada no mundo virtual que está prejudicando seus relacionamentos reais. Dona Jô, preocupada, proibe que a filha use a internet. Valdomiro se aproveitando da situação, começa a alugar seu celular com internet. |                                     |                        |                  |
| 5 | "A Exdinando"                       | 23 de outubro de 2015  | 305              |
| É dia de Santo Antônio e Dona Jô está animada. Jéssica baixa um app, o datebook, para ver quem têm ou tiveram “encontros” marcados. A revelação é descobrir que Ferdinando teve um date com uma mulher. Ele revela que é sua ex, de Murundu, mas ninguém na terra natal dele sabe que virou gay. - Participação especial: Adriana Birolli como Mona.                                                              |                                     |                        |                  |
| 6 | "Edifício Garagem"                  | 26 de outubro de 2015  | 306              |
| Valdomiro aparece cheio de mistérios trajando um terno. Os moradores estranham, principalmente, porque acham uma maquete da pensão no meio das coisas de Valdo. Todos acham que Valdo está tramando uma possível venda da pensão ou algo do gênero e se unem para buscar mais pistas. |                                     |                        |                  |
| 7 | "Bicha Macho Macho Bicha"           | 27 de outubro de 2015  | 307              |
| Ferdinando leva um choque na torradeira e vira um macho bicha. Isso atrapalha os planos de Valdomiro que pretendia convencer os amigos da "Quinta Gay" de Ferdinando a ficarem hospedados na pensão. Para piorar, Franjola, dono do Caldeirão, conhece Ferdinando, que agora se chama de Ferdimano. |                                     |                        |                  |
| 8 | "Ferdivamp"                         | 28 de outubro de 2015  | 308              |
| Ferdinando aparece desesperado dizendo que o novo hóspede da pensão, Vladimir, é um vampiro. Todos começam a desconfiar e procurar pistas que indiquem a acusação de Ferdinando. |                                     |                        |                  |
| 9 | "Dona Jótica"                       | 29 de outubro de 2015  | 309              |
| A pensão está uma bagunça e todos estranham Dona Jô ainda não ter acordado. Maicol está muito chateado porque seu galo Satanás colocou um ovo. Quando Dona Jô aparece está toda de preto e não fala com ninguém e também não se incomoda com o estado da sua pensão. Ela virou gótica. |                                     |                        |                  |
| 10 | "Cerol Records"                     | 30 de outubro de 2015  | 310              |
| Terezinha está lançando a Cerol Records com seu amigo do morro do Cerol, Bené. Jessica quer mostrar pra Terezinha que pode ser uma artista da sua nova marca. Mas Maicol também quer ser e vai apresentar um novo estilo musical, o pagoxé. |                                     |                        |                  |
| 11 | "Pimp My Jessica"                   | 2 de novembro de 2015  | 311              |
| Velna se queixa para Dona Jô de que está na seca. Sanderson ouviu Velna reclamar e não para de dar incertas, porém a loura é maria gasolina e só aceita “dar um rolé” se ele tiver um carro. Jéssica aparece super animada, pois foi à "Quinta Gay" e acabou fazendo um dueto mara com Ferdinando! |                                     |                        |                  |
| 12 | "Já Que São 8"                      | 3 de novembro de 2015  | 312              |
| Está rolando teste para um musical baseado na vida de Michael Jackson no Meier. Lacraia que está precisando de dinheiro, resolve inscrever seus 8 filhos, os Já que são 8. Mas todos da pensão também resolvem mostrar que podem ser grandes estrelas. |                                     |                        |                  |
| 13 | "Uma Roubada"                       | 4 de novembro de 2015  | 313              |
| Dona Jô está com namorado novo, Claudecir. Quando ele chega a pensão, ela anuncia que ele será o novo gerente. Nem todos os moradores da pensão ficarão contentes com a novidade. |                                     |                        |                  |
| 14 | "O Gigolô Suburbano"                | 5 de novembro de 2015  | 314              |
| Todas as mulheres da pensão e de fora estão atrás do Seu Wilson. Ele está cheio de clientes. Todos os homens começam a ficar desconfiados e enciumados. Lacraia e Labareda resolvem abrir concorrência. Labareda vira gigolô e Lacraia, o cafetão. Só conseguem uma cliente, Terezinha. Mas será que Seu Wilson virou mesmo garoto de programa?                                                                   |                                     |                        |                  |
| 15 | "Ripongô Geral"                     | 6 de novembro de 2015  | 315              |
| Sanderson está com uma namorada nova, Flor de Liz. Ela é hippie e conquista todos com sua energia e seus conselhos. Valdomiro é o único que suspeita dela. |                                     |                        |                  |
| 16 | "Terezinha De Orleans E Bragança"   | 9 de novembro de 2015  | 316              |
| Terezinha encontra um broche da sua tataravó e descobre que faz parte da família Orleans e Bragança. Com seu novo status da realeza, ela começa a ser comportar de forma bem diferente. Valdo logo vê uma oportunidade de se dar bem, Ferdinando passa a servi-la, Jessica fica enciumada e quer também algum título da nobreza, Velna e Dona Jô querem a velha Terezinha de volta.                               |                                     |                        |                  |
| 17 | "A Herdeira"                        | 10 de novembro de 2015 | 317              |
| Tiziane, suposta filha de Tiziu, aparece na pensão atrás de Terezinha. Ela quer o seu dinheiro por direito. Valdomiro logo se oferece para fazer o inventário da viúva de Tiziu, para Tiziane, em troca de uma porcentagem. |                                     |                        |                  |
| 18 | "Motofobia"                         | 11 de novembro de 2015 | 318              |
| Um acidente de moto envolvendo Velna e Sanderson preocupa dona Jô, que logo procura um curso de direção defensiva para Sanderson. Enquanto isso, Jéssica e Máicol se desentendem, pois Máicol deu “match” no tinder e foi pro forró com uma menina e agora Jéssica quer dar o troco. |                                     |                        |                  |
| 19 | "Ajolescente"                       | 12 de novembro de 2015 | 319              |
| Dona Jô e Jessica, mais do que nunca, não se entendem. Ferdinando resolve ajudá-las com seus recém adquiridos dotes de hipnose. Ele transforma Dona Jô em Joaninha. Nisso, uma dupla de amigos das antigas da Joaninha aterriza na pensão. Eles vão aprontar como nos velhos tempos. |                                     |                        |                  |
| 20 | "Mirosvaldo"                        | 13 de novembro de 2015 | 320              |
| Um primo de Valdomiro aparece na pensão. Ele é parecido com Valdo no nome, Mirosvaldo, na aparência e nas falcatruas também. A única diferença é que Mirosvaldo adora o Meier. Ele vai enganar todo mundo |                                     |                        |                  |
| 21 | "Barriga De Cerol"                  | 16 de novembro de 2015 | 321              |
| Peggy e Ferdinando veem Terezinha na fila de gestante do banco. Chegam com a fofoca e todos ficam chocados. Ferdinando desperta seu deseja de ser mãe e diz para Terezinha que irá assumir as crianças com ela. Dona Jô e Jessica estão relembrando a adolescência de Jessica, dançando músicas da época. |                                     |                        |                  |
| 22 | "Quem É Diva Não Perde A Majestade" | 17 de novembro de 2015 | 322              |
| Ferdinando acordou desglamurizado. Todos tentam ajudá-lo a recuperar o glamour, mas ele parece só se interessar por comidas gordurosas e programas com Terezinha. |                                     |                        |                  |
| 23 | "Roninho Bill, O Galã Mágico"       | 18 de novembro de 2015 | 323              |
| Eloísa está de volta a pensão. Ela conhece Zélio, o cobrador de ônibus com Narcolepsia. São inimigos na profissão, mas sentem uma atração muito forte um pelo outro. Jessica e Terezinha estão muito animadas porque está chegando um novo morador a pensão. E esse novo morador é famoso, mas elas só não sabem pelo que.                                                                                        |                                     |                        |                  |
| 24 | "Um Morro Muito Louco"              | 19 de novembro de 2015 | 324              |
| Ferdinando está muito nervoso com a sua próxima apresentação na "Quinta Gay" que terá uma crítico internacional e toma um calmante que encontra embaixo da cama. Mas era um calmante para cavalos. Ele passa a ter reações muito estranhas. E Terezinha recebe uma ligação de Matoso, ex-tesoureiro de Tiziu, dizendo que está indo a pensão falar com ela sobre uma herança que o marido da viúva deixou.        |                                     |                        |                  |
| 25 | "Dinheiro Na Mão É Vendaval"        | 20 de novembro de 2015 | 325              |
| Dona Jô recebe uma carta do banco dizendo que não tem mais nenhum dinheiro do prêmio que ganharam na loteria. Fica desesperada e manda Jessica desistir dos planos de ir pra Nova Iorque no ano novo com Maicol. Roninho conta pra ela que está vendendo várias coisas da sua antiga carreira na internet e Dona Jô resolve tentar vender os vestidos de Jessica.                                                 |                                     |                        |                  |
| 26 | "Será Que Maicol É?"                | 23 de novembro de 2015 | 326              |
| Ferdinando está muito animado com a vinda de Brito, seu affair, mas que ainda não saiu do armário. Ele tem um campeonato de futevolei em Cabo Frio e o concierge vai de "assessor". Enquanto isso, Jessica está com sérias dúvidas sobre a masculinidade de Maicol. |                                     |                        |                  |
| 27 | "Felizes Para Sempre"               | 24 de novembro de 2015 | 327              |
| Valdomiro e Sanderson resolvem leiloar algumas peças da oficina dizendo que são dos carros de pessoas famosas. Eles chamam Amin Kahder para convidar outros famosos para o leilão. |                                     |                        |                  |
| 28 | "Juninho Play"                      | 25 de novembro de 2015 | 328              |
| Uma amiga de Ferdinando, Susan, aparece na pensão para malhar com o concierge e fugir de um cara que a está perseguindo. Esse cara é Juninho Play. Ele chega a pensão, mas a morena está disfarçada do travesti mais famoso do Méier. |                                     |                        |                  |
| 29 | "Sonho De Uma Noite No Méier"       | 26 de novembro de 2015 | 329              |
| Labareda está tentando mais uma vez conquistar Dona Jô. Para isso, ele traz para pensão uma garrafa de um licor diferente. Quem toma se apaixona loucamente pela primeira pessoa que vê pela frente. Ferdinando separa um pouquinho para dar para o boy mais lindo do Lins. Dona Jô se engasga e Roninho oferece a ela um pouquinho do licor. E a confusão não vai parar por aí.                                  |                                     |                        |                  |
| 30 | "Vou De Taxi"                       | 27 de novembro de 2015 | 330              |
| Ferdinando quer aprender a dirigir porque boy interessante só mora longe do Méier. Eloísa então se oferece para ajudá-lo. Vai começar com aulas de direção ofensiva. Jessica quer criar uma fama retroativa fingindo que foi uma estrela mirim, assim como Roninho. |                                     |                        |                  |
| 31 | "Perfume Fatal"                     | 30 de novembro de 2015 | 331              |
| Seu Wilson quer conquistar Dona Jô a todo custo. Ele então compra um estoque de desodorante que promete arrasar corações. O único problema é que parece estar fazendo efeito com as pessoas erradas. E enquanto isso, Dona Jô está encantada com o taxista Reinaldo. |                                     |                        |                  |
| 32 | "A Irmã De Maicol"                  | 1 de dezembro de 2015  | 332              |
| A irmã de Maicol, Emiliana, está na cidade, e Maicol para não encontrá- la foi viajar. Ferdinando querendo provocar Jessica, que estragou seu sapato, convida Emiliana para a pensão. Desde sua chegada, Jessica e a cunhada não se dão bem. Ferdinando alimenta a insatisfação de Emiliana, mandando Velna e Terezinha mostrarem como seriam melhores para Maicol.                                               |                                     |                        |                  |
| 33 | "O Leão Egípcio Do Méier"           | 2 de dezembro de 2015  | 333              |
| Os moradores da pensão estão fazendo figuração numa novela que está sendo gravada no Leão do Meier. Kelly Key é a atriz principal da novela e também fará a música da abertura. Todos querem participar de alguma forma, Ferdinando e Terezinha querem um papel maior, Dona Jô também está fazendo o catering, Velna quer ser a musa da abertura e Valdo e Lacraia querem ajudar Kelly Key com a música.          |                                     |                        |                  |
| 34 | "Nem Tudo Muda"                     | 3 de dezembro de 2015  | 334              |
| Dona Jô está cheia de trabalho e precisa de ajuda para entregar suas quentinhas. Mas o único que se oferece para ajudá-la é Labareda. Mas Ferdinando diz pra ele que não pode ser tão disponível assim, que as mulheres não gostam. Enquanto isso, Roninho pede ajuda a Jessica. O convidaram para um programa de TV e ele quer que Jessica se passe por sua namorada. Mas Maicol não irá gostar nada da ideia... |                                     |                        |                  |
| 35 | "Uma Noite Japonesa"                | 7 de dezembro de 2015  | 335              |
| Dona Jô está organizando uma noite japonesa. Labareda, que tinha ficado encarregado de trazer os peixes, aparece sem o salmão. Seu Wilson, que seria o sushiman do jantar, se oferece para ajudar a dona da pensão. Fantasiados, ele e Maicol vão subir o morro do Cerol em busca do peixe. |                                     |                        |                  |
| 36 | "Os Novos Ricos Do Méier"           | 8 de dezembro de 2015  | 336              |
| Lacraia chama Mumuzinho para ensaiar na pensão. Quando o cantor chega, em agradecimento a Dona Jô pelas quentinhas deliciosas, convida a todos para um almoço em sua casa. Valdomiro convence Terezinha, Velna e Dona Jô que elas precisam de aulas de etiqueta para não fazer feio na casa do Mumuzinho. |                                     |                        |                  |
| 37 | "Vou Tocar No Seu Radim"            | 9 de dezembro de 2015  | 337              |
| Dona Jô está viciada em um programa de rádio: Cláudio Jorge Show. Com isso está sem fazer quentinhas e Valdo consequentemente sem trabalhar. O que está incomodando muito o malandro que está sem ganhar dinheiro com as entregas. E Ferdinando fica sabendo de um concurso de cover do Buchecha e faz de tudo para ganhar o prêmio.                                                                              |                                     |                        |                  |
| 38 | "Era Uma Vez No Cerol"              | 10 de dezembro de 2015 | 338              |
| Dona Jô viajou e deixou seu Wilson encarregado de cuidar da pensão. Jessica está planejando uma festa com Maicol e contrata até um dj. Para seu Wilson ela diz estar organizando uma festa beneficente. O morro do Cerol está dominado por uma facção que está prejudicando a todos. Terezinha resolve então subir o morro com a ajuda de Reginel, Lacraia e Sanderson.                                           |                                     |                        |                  |
| 39 | "Caverna Do Leão"                   | 11 de dezembro de 2015 | 339              |
| Dona Jô quer agradar seu Wilson com uma partida de RPG com todos vestidos à caráter. Nem todos ficam satisfeitos com suas fantasias. O único que não participa é o carteiro Reginel. Por diferentes motivos, o jogo é interrompido e o faz-tudo desiste e acaba jogando sozinho. |                                     |                        |                  |
| 40 | "O grande prêmio do Méier"          | 14 de dezembro de 2015 | 340              |
| Lacraia é o organizador do evento O Grande Prêmio do Meier. Quase todos os moradores da pensão concorrem a algum prêmio menos Ferdinando que está revoltado por não ter sido indicado a nada. |                                     |                        |                  |

### Temporada 4 (2016)
| # | Titulo                                  | Data original          | Cód. de Produção |
| --- | --------------------------------------- | ---------------------- | ---------------- |
| 1 | "Com Quem Será?"                        | 17 de outubro de 2016  | 401              |
| Depois de muita espera, Dona Jô finalmente vai desencalhar! A dona da pensão vai subir ao altar com Brito, numa comemoração que vai parar o Méier. Participação Especial: Lucas Malvacini, Babu Santana Presentes: Valdomiro, Jéssica, Ferdinando, Dona Jô, Terezinha, Velna, Lacraia, Britto, Éricsson, Pasquale |                                         |                        |                  |
| 2 | "Especulação Imobiliária"               | 18 de outubro de 2016  | 402              |
| Valdomiro foge dos moradores do Méier devido à infeliz declaração que deu na mídia e agora precisará de um disfarce para sair na rua sem apanhar. Terezinha está atrás de uma corretora para negociar os imóveis que herdou no bairro do Méier. Participação Especial: Márcia Cabrita como Elza Lacerda Presentes: Valdomiro, Jéssica, Ferdinando, Dona Jô, Terezinha, Velna, Britto, Pasquale |                                         |                        |                  |
| 3 | "Piscinão do Méier"                     | 19 de outubro de 2016  | 403              |
| Dona Jô está fazendo aula de reforço com Susan para a prova que está por vir. É o dia da inauguração do novo Piscinão do Méier e Brito está escolhendo quem será o salva-vidas do local. Presentes: Jéssica, Ferdinando, Dona Jô, Susan, Terezinha, Britto, Ericsson, Lacraia, Pasquale |                                         |                        |                  |
| 4 | "O Túnel do Amor"                       | 20 de outubro de 2016  | 404              |
| O Metrô vai chegar ao Méier. E todo mundo vai ganhar alguma coisa com isso. Mas eles também podem perder... a Pensão da Dona Jô! Presentes: Jéssica, Dona Jô, Ericsson, Ferdinando, Britto, Susan, Lacraia, Terezinha |                                         |                        |                  |
| 5 | "Empoderamento Feminino"                | 21 de outubro de 2016  | 405              |
| Mustafary chega à Pensão debatendo o machismo que existe em todos os personagens. Com seu jeitão suave e tranquilão conquista, uma a uma, as mulheres da Pensão, enquanto faz com que os homens sejam rejeitados por elas. Ele faz os homens da Pensão saírem para distribuir filipetas para conscientizar o Méier sobre machismo e direitos das mulheres, mas sua única intenção é pegar todas elas, aproveitando a ausência dos homens. Reginel, Brito e Ericsson acabam brigando com as mulheres, enquanto Ferdinando se vê no meio desse fogo cruzado da guerra entre os sexos. Presentes: Dona Jô, Britto, Jéssica, Ericsson, Ferdinando, Velna, Terezinha, Gabi, Reginel |                                         |                        |                  |
| 6 | "O Ebó"                                 | 24 de outubro de 2016  | 406              |
| Mãe Mainha chega à pensão a pedido de Ferdinando para ajudá-lo a bombar a Quinta Gay, que está perdendo clientela para uma festa no Lins. Presentes: Dona Jô, Ferdinando, Jéssica, Ericsson, Gabi, Terezinha, Pasquale, Paulo Gustavo como Mãe Mainha |                                         |                        |                  |
| 7 | "Novela de Época"                       | 26 de outubro de 2016  | 407              |
| Terezinha comprou uma produtora e será protagonista do remake de "A Escrava Isaura". Ferdinando será o autor e Lucélia Santos é chamada para um teste de elenco. Participação Especial: Lucélia Santos Presentes: Ferdinando, Terezinha, Britto, Jéssica, Dona Jô, Erricson, Velna |                                         |                        |                  |
| 8 | "O Méier Contra Ataca"                  | 27 de outubro de 2016  | 408              |
| Vai rolar uma festa temática Star Wars na Quinta Gay. Então estão todos fantasiados a caráter como personagens de Guerra das Estrelas. Ferdinando, de Darth Vader, pretende ganhar o concurso de fantasia da festa, porém a fantasia de Terezinha e Susan o deixa preocupado. Com inveja Ferdinando tenta trazer Valdomiro - que está tentando se regenerar perante a população do Méier - para o lado negro da força, pedindo que ele ajude a trazer vitória para Ferdinando. Gigante Yoda aparece na pensão procurando Ferdinando, que roubou todas as fantasias que ele havia reservado para seu evento nerd; Ele convence Valdo a ser promoter de seu evento e conseguir público. Participação Especial: Gigante Léo como Gigante Yoda Presentes: Valdomiro, Ferdinando, Terezinha, Jéssica, Lacraia, Dona Jô, Susan, Ericsson, Réginel |                                         |                        |                  |
| 9 | "Que País é Esse"                       | 28 de outubro de 2016  | 409              |
| Ferdinando, revoltado com as contas da Quinta Gay, decide que não vai mais pagar impostos: vai fundar o próprio país e criar o Movimento Separatista do Méier, para que o bairro se torne uma terra soberana. Participação Especial: Márcia Cabrita como Elza/Mãe De Valdomiro Presentes: Lacraia, Ferdinado, Jéssica, Pasquale, Terezinha, Gabi, Ericson |                                         |                        |                  |
| 10 | "Méier.Doc"                             | 31 de outubro de 2016  | 410              |
| Um documentarista argentino está no Méier para fazer seu novo filme. Valdomiro o convence a visitar a pensão da Dona Jô para encontrar personagens interessantes, na realidade inventados por Valdomiro. Essa é a chance do Méier bombar e levantar os terrenos de Terezinha. Ferdinando, Jéssica e Brito entram na onda. O pessoal da pensão escondem Terezinha, afinal, seu jeitão e seu passado de mulher de bandido podem colocar tudo a perder. Mas o tiro sai pela culatra já que Ramon, o documentarista, não se interessa por nenhum dos personagens falsos, mas justamente por Terezinha, ao vislumbrar a possibilidade de fazer um "filme-verdade" sobre a realidade do submundo do Méier. Participação Especial: Zéu Britto como Juan Presentes: Valdomiro, Velna, Jéssica, Ferdinando, Terezinha, Britto, Dona Jô |                                         |                        |                  |
| 11 | "Subúrbio Adventure"                    | 01 de novembro de 2016 | 411              |
| Valdo organiza junto com Gabi do Lins um tour com velhinhos pela zona norte, denominado Subúrbio Adventure. Ferdinando está preparando um número de strip para a Quinta Gay. A avó de Valdo, Adelaide, chega à pensão procurando seu neto. O Méier está fechado devido ao conflito no Cerol e os velhinhos do “Subúrbio Adventure” não tem onde ficar; Valdo sugere que eles fiquem na rede de hotéis de Gabi mas ela desconversa. Adelaide sugere que os velhinhos do tour vão para um motel assistir ao número de strip tease criado por Ferdinando, dessa forma todos saem ganhando. A noite no motel foi um sucesso e Adelaide quer ficar pra sempre no Méier. Participação Especial: Berta Loran como avó de Valdomiro Presentes: Valdomiro, Dona Jô, Jéssica, Gabi, Ferdinando, Terezinha, Ericson |                                         |                        |                  |
| 12 | "O Plágio"                              | 02 de novembro de 2016 | 412              |
| Ferdinando e Jéssica fizeram sucesso com um show na Quinta Gay, em que Jéssica foi responsável pela coreografia. Só que Ferdinando está sendo processado por plágio, pois a coreografia de Jéssica foi toda copiada de uma coreografia do Biel. Biel chega na pensão procurando por Ferdinando e Jéssica, que ficam se escondendo de Biel feito gato-e-rato. Participação Especial: Biel Presentes: Velna, Dona Jô, Britto, Réginel, Jéssica, Ferdinando |                                         |                        |                  |
| 13 | "Motel da Dona Jô (Namoro ou Amizade?)" | 03 de novembro de 2016 | 413              |
| Pasquale e Velna, que volta e meia se pegam, tentam entender se estão namorando ou não. Velna quer um compromisso sério, mas Pasquale tenta manter a condição de solteiro, mesmo tendo que trabalhar de gogoboy em mais uma empreitada de ELZA e Gabi: elas querem transformar a pensão em um dos móteis da rede de Gabi. Jéssica, que está responsável pela Pensão, inicialmente se anima com as possibilidades, mas além de não aguentar trabalhar com Gabi, logo precisa lidar com essa maluquice toda e com os eventos promovidos por Terezinha, que quer ser a promoter do motel. Todos estão envolvidos com o empreendimento e interessados nos possíveis lucros, mas é ELZA que manda, pois ela tem uma falsa procuração de Dona Jô que lhe dá plenos poderes na Pensão. No final é Jéssica quem desiste de tudo, surtando com Gabi e botando ordem na casa. Participação Especial: Márcia Cabrita como Elza Lacerda Presentes: Jéssica, Terezinha, Pasquale, Gabi, Velna |                                         |                        |                  |
| 14 | "Ligações Perigosas"                    | 04 de novembro de 2016 | 414              |
| Jéssica está tomando conta da pensão e recebe muitas contas para pagar. Velna conta para Gabi que está se correspondendo através de cartas com um poeta/escritor. Acaba a água quente da pensão e todos cobram de Jéssica; ela diz que o zelador que tem que consertar e Reginel se candidata ao cargo, já que Ferdinando é concierge. Reginel deixa a carta de Velna para Jéssica entregar. Jéssica manda carta para o pretendente de Velna, se passando por ela e marcando um encontro; Gabi assiste tudo. Ferdinando assume o posto de carteiro, mas somente entrega cartas de amor; ele traz cartas para Jéssica e Velna. Jéssica e Velna descobrem que Gabi fingiu ser o poeta para sacanear as duas. Reginel desiste de ser zelador e Ferdinando de ser carteiro. Ferdinando tenta consertar o problema da água e acaba com a luz da pensão. Presentes: Ferdinando, Jéssica, Terezinha, Réginel, Velna, Gabi |                                         |                        |                  |
| 15 | "Lacra Funk"                            | 07 de novembro de 2016 | 415              |
| Lacraia está organizando um evento de funk, Jéssica quer muito participar mas Lacraia quer um grupo famoso. Ferdinando fará as fantasias do evento e está muito empolgado. Dona Jô força a Jessica a começar a estudar e a ela coloca a prima Gabi para estudar junto. As duas ficam se provocando pois se odeiam. Eletrisson está muito agitado e o pessoal começa a achar estranho. Dream Team do passinho aceita o convite de Lacraia, mas a luz do morro do Cerol acaba e Lacraia não tem mais onde fazer o evento. Participação Especial: Dream Team do Passinho em exceção do Pablinho Fantástico Presentes: Dona Jô, Ferdinando, Jéssica, Susan, Lacraia, Ericsson, Gabi, Ericsson |                                         |                        |                  |
| 16 | "Sexo forte"                            | 08 de novembro de 2016 | 416              |
| Bianca, amiga de Jessica da Zona Sul, chega ao Meier em busca de homens; as duas combinam de saírem para balada e Jessica que tinha um encontro com um boy, mente pra ele dizendo estar doente. O boy gala de Jessica, Breno, chega na pensao e atrasa seu plano de sair; Gabi tambem chega e chantageia Jessica a arrumar a pensao como condição de deixá-la sair, ja que Dona Jo a deixou encarregada de tomar conta de tudo. Todas da pensao disputam o gala, ate Reginel revelar que ele nao presta; Elas se unem contra ele... Menos Bianca. Participação Especial: André Bankoff Presentes: Paulo Gustavo como Bianca, Terezinha, Gabi, Jéssica, Regínel, Velna |                                         |                        |                  |
| 17 | "As 7 Maravilhas do Subúrbio"           | 10 de novembro de 2016 | 417              |
| Tiffany, uma secretária gostosa vinda de Miami chega na pensão para eleger as "7 Maravilhas do Subúrbio Carioca". Dona Jô e Terezinha estão certas de que se encontrarem uma maravilha no bairro pode ser bom, tanto para as atividades do restaurante de Dona Jô quanto para a valorização dos imóveis de Terezinha, então partem em busca do que seria essa "maravilha". Jéssica por sua vez decide se emplacar como maravilha, mostrando seu talento. Velna quando dá de cara com Tiffany desconfia que já a conheça de algum lugar e coloca uma pulga atrás da orelha de Jéssica por conta da tal "secretária gostosa de Miami" que está na pensão. Desconfiam juntas que haja uma farsa no ar. Ferdinando ouve um papo estranho contado por Éricsson a respeito da atitude "duvidosa" de um dos seguranças da Quinta Gay na noite passada, quando ele prestou um serviço e vendeu dois globos de boate para Ferdinando. Por conta da história narrada por Éricsson , Ferdinando desconfia que o bofe mais lindo do Lins, segurança da quinta Gay possa ser de fato gay e pira com essa ideia. Mas quando Hércules , o bofe mais lindo do Lins, chega à pensão, Ferdinando suspeita que Éricsson esteja tendo um caso com ele e sente-se traído. Velna descobre que Tiffany é prima de Valdomiro. Participação Especial: Felipe Roque Presentes: Paulo Gustavo como Tiffany, Dona Jô, Ferdinando, Velna, Ericsson, Terezinha, Velna |                                         |                        |                  |
| 18 | "Gaiola das Loucas"                     | 09 de novembro de 2016 | 418              |
| QUINTA GAY EM CRISE! Para salvar a Quinta Gay da falência, Ferdinando precisa encaretar a boate e fingir que é casado com Jéssica para impressionar um investidor careta (convidado). Ericsson, primo do investidor, tenta com Dona Jô ajudar Ferdinando a se preparar para a reunião, mas para isso ele precisa que Ferdinando e Jéssica sejam esse falso casal: sendo que ela é o homem e ele sua digníssima esposa. Todos se adaptam ao "novo casal", que aparenta ser mais velho e mais careta. Já Susan e Terezinha deixam Lacraia, que é o responsável por desglamourizar o quarto de Ferdinando, inseguro de sua sexualidade com brincadeiras de Terezinha. Presentes: Ferdinando, Jéssica, Ericson, Susan, Terezinha, Lacraia, Dona Jô |                                         |                        |                  |
| 19 | "Baile dos Solteiros"                   | 11 de novembro de 2016 | 419              |
| Dona Jô está pensando em se tornar adepta ao poliamor; Terezinha a convida para a festa “Noite dos Solteiros” e ela considera ir pois Brito está distante. Éricsson recebe uma carta dizendo que ele ganhou uma herança e está rico. Lacraia tem a ideia de fazer a “Noite dos Solteiros” na Quinta Gay, dessa forma todos saem ganhando. Jéssica se joga pra cima de Éricsson agora que ele recebeu uma herança, mas ele se faz de difícil. Lacraia oferece bancar o cd de Jéssica e Éricsson volta atrás e disputa por Jéssica. Ferdinando quer fazer um número seu na “Noite dos Solteiros” mas Lacraia e Terezinha não querem permitir. Susan permite que Terezinha vá ao evento “A Noite dos Solteiros” e beba um pouquinho já que correu o palco todo. Dona Jô conversa com Brito e decide voltar atrás no lance do poliamor. Jéssica descobre que Lacraia não tem dinheiro e a herança de Éricsson é somente de 7 reais. Ferdinando sugere um número musical de Jéssica na “Noite dos Solteiros”. Presentes: Lacraia, Dona Jô, Ferdinando, Susan, Terezinha, Jéssica, Ericson |                                         |                        |                  |
| 20 | "Meu Coração Amanheceu Pegando Fogo"    | 14 de novembro de 2016 | 420              |
| Ferdinando recebe uma visita de seu crush bombeiro de Pilares, Rômulo, que atrai a atenção de todos por ser muito bonito; Rômulo conta que é gay e Ferdinando vibra achando que tem uma possibilidade de romance. Participação Especial: Lucas Malvacini como Bombeiro Rômulo Presentes: Ferdinando, Dona Jô, Jéssica, Lacraia, Ericson, Terezinha, Susan |                                         |                        |                  |
| 21 | "Gay Gayzérrimos"                       | 15 de novembro de 2016 | 421              |
| Velna vê Gabi saindo da pizzaria de Pasquale e fica com ciúmes. Ferdinando está triste e pensando em cancelar a Quinta Gay, O Amigo gay dele(Personagem de Paulo Gustavo no 220 Volts) chega a pensão com um plano. Participação Especial: Jonatas Faro Presentes: Paulo Gustavo como Personagem 220 Volts, Ferdinando, Ericson, Pasquale, Terezinha, Velna, Gabi |                                         |                        |                  |
| 22 | "Méier Fashion Week"                    | 16 de novembro de 2016 | 422              |
| Um evento de moda promete parar o Méier: o “Méier Fashion Week”, que contará com a presença de uma celebridade da moda e da internet, Daphne Mansur. Todos da pensão querem participar do evento, seja como modelo ou com um desfile de sua própria grife. O que ninguém sabe é que Daphne esconde um segredo é irmã de Velna e se chama na verdade Maria Auxiliadora. Participação Especial: Luana Piovani Presentes: Ferdinando, Terezinha, Gabi, Dona Jô, Lacraia, Ericson, Réginel, Velna |                                         |                        |                  |
| 23 | "Mulher de Época"                       | 17 de novembro de 2016 | 423              |
| Uma misteriosa Mulher de época (personagem de Paulo em 220 Volts) chega à pensão da Dona Jô. Ferdinando trabalha em figurinos pro seu novo cargo de carnavalesco da União do Méier, e Mulher de Época acha que Terezinha é costureira da pensão e Ferdinando acredita que foi Terezinha que roubou seus croquis e fica irritado. Jessica pede ajuda a Ferdinando e à Mulher de Época pra estudar pra uma prova de história. Mulher de Época se interessa por Brito e deixa Dona Jô com ciúmes. Jessica zera sua prova, Mulher de Época volta para sua época e Ferdinando ganha o cargo de carnavalesco da União do Méier. Presentes: Ferdinando, Dona Jô, Paulo Gustavo como Mulher de Época, Britto, Terezinha, Velna, Jéssica |                                         |                        |                  |
| 24 | "Seguuura Veado"                        | 18 de novembro de 2016 | 424              |
| Terezinha descobre que herdou um boi de Tiziu. Pasquale e Gabi bolam juntos uma Feira Agropecuária do Méier, a EXPO-TRANCA, para vender o raquítico boi para dois compradores. A Feira terá comida, apresentações de Ferdinando e da dupla sertaneja Jéssica e Ericsson, e a entrega do Prêmio Boi Magia - o Oscar do Gado Nelore. Dona Jô vê no evento a sua única esperança para pagar as contas da Pensão vendendo espetinhos de carne, pois foi autuada pela Vigilância Sanitária e não pode vender suas quentinhas até regularizar tudo. Lacraia a atormenta, dizendo que ela se preocupa demais e tem medo de tudo. Só que nada da programação do evento irá acontecer, pois a presepada toda de Pasquale e Gabi é só pra desviar a atenção dos compradores (Thaeme e Thiago) do fato de que o boi é bem velhinho e doente - e faturar em cima da dupla. Convidados: Thaeme e Thiago. Participação Especial: Thaeme e Thiago Presentes: Jéssica, Gabi, Dona Jô, Lacraia, Terezinha, Pasquale, Ferdinando |                                         |                        |                  |
| 25 | "A Voz do Méier"                        | 21 de novembro de 2016 | 401              |
| Grendstein chega à pensão com a notícia de que o programa A Voz irá acontecer no Méier. Grendtein liga pra Gaby Amarantos e a convida pra pensão. Jéssica pira com a ideia e decide tomar parte, mas chegou virada da noitada e sua voz acaba falhando. Desesperada ela tenta de tudo para recuperar a voz a tempo da seletiva. Terezinha quer ser jurada do programa de qualquer jeito. Dona Jô recebe Gaby como convidada de honra. Quando descobrem que Grandstein nada tem a ver com a produção do programa tudo vira de cabeça pra baixo. Jéssica finalmente recupera a voz. Ferdinando se compadece de Jéssica e arma o The Voice Méier com direito até a cadeira rotatória. Todas as cadeiras viram pra Jéssica e ela faz um número com Gaby Amarantos. Participação Especial: Gaby Amarantos Presentes: Paulo Gustavo como Grendstein, Jéssica, Velna, Dona Jô, Terezinha, Ferdinando |                                         |                        |                  |
| 26 | "Mudança de Hábito"                     | 22 de novembro de 2016 | 426              |
| Todas as mulheres da pensão estão desanimadas e sonolentas. Terezinha se interessa pelo churrasco do morro do Cerol mas manda descerem as carnes pra Pensão. Jessica está com uma ressaca especialmente forte e Dona Jô acha que eles precisam repensar os hábitos alimentares na casa. Mustafary chega na pensão a pedido de Dona Jô, para purificar o ambiente e renovar as energias. Jessica começa a se interessar pelo convidado novo quando descobre que ele é famoso na internet, e decide entrar na onda hippie. Velna e Terezinha estão preparando o churrasco na laje, mas Mustafary e Dona Jô chegam para meditar e as convencem a se juntarem a eles. Dona Jô se livra de todos os alimentos de energia ruim da casa, e manda as carnes do churrasco de Terezinha embora. Jessica entra totalmente no clima hippie pra conseguir fotos com o Mustafary e aumentar sua popularidade na internet. Jessica propõe uma relação poliamorosa com Lacraia e Ericsson, ele topam contanto que a Velna também possa participar, o que faz com que Jessica dispense os dois. Dona Jô flagra Mustafary e todos os outros comendo doces escondidos, eles combinam então de voltar a comer açúcar na casa e melhorar a alimentação aos poucos. |                                         |                        |                  |
| 27 | "A Volta de Tiziu"                      | 23 de novembro de 2016 | 427              |
| As propriedades de Terezinha estão indo mal: ninguém compra e nem aluga. Segundo boatos o fantasma de Tiziu assombra os compradores e Elzinha, corretora de Terezinha, sugere que Terezinha abaixe os preços. Sanhaço aparece na pensão para tentar contato com Tiziu e ajudar, mas na verdade ele e Elzinha estão armando algum plano contra Terezinha. |                                         |                        |                  |
| 28 | "Cassino do Méier"                      | 24 de novembro de 2016 | 428              |
| Ferdinando se endivida e a solução que arranja é transformar a Pensão em um cassino clandestino, mesmo sem que Dona Jô saiba disso. Jéssica concorda e, com a ajuda de Terezinha, Velna, Éricsson e Pasquale preparam a laje para receber um doleiro Playboy que vai trazer dinheiro para o cassino improvisado. O dj Jesus é contratado para animar o local. O problema é que Jesus Luz é na verdade um policial disfarçado. Participação Especial: Jesus Luz |                                         |                        |                  |
| 29 | "Chá das Fadas"                         | 25 de novembro de 2016 | 429              |
| Susan consegue um trabalho para todos da pensão, um ensaio fotográfico onde todos estão vestidos de personagens de contos de fada. Ferdinando disputa com Terezinha os bofes pra tirar foto; Jéssica odeia sua fantasia de Pequeno Polegar e pretende se vingar de Susan... |                                         |                        |                  |
| 30 | "Tetezuda Fits"                         | 26 de novembro de 2016 | TBA              |
| Terezinha e Ferdinando se preparam pra festa de lançamento da linha fitness da Tetezuda Mods na Quinta Gay. Ferdinando está desesperado porque as vendas de ingresso pra festa de lançamento estão um fiasco. Susan se prepara para a Corrida do Méier. Dona Jô recebe Mustafary na pensão pra ajudá-la a trabalhar o corpo e a mente. Susan dá uma chamada em Terezinha por fugir dos treinos e comer guloseimas. |                                         |                        |                  |
| 31 | "Ausência de Anitta"                    | 29 de novembro de 2016 | TBA              |
| A pensão da Dona Jô está participando da Semana do Prato Feito e ela convoca Gilson, o novo garçom da pizzaria do Pasquale, para dar uma ajuda no serviço e treinar Ericsson. O Baile das Invejosas veio pro Méier e está acabando com a bombação da Quinta Gay, então Ferdinando e Jessica bolam um plano pra conseguir uma celebridade VIP pra atrair público. Anitta volta à pensão da Dona Jô depois de receber uma mensagem de Ferdinando. Garçom Gilson e Ericsson disputam para ver quem vai servir a Anitta, mas acabam acertando a convidada com uma bandeja e ela perde a memória. Terezinha tenta fazer Anitta recobrar a memória, Ferdinando e Jessica tentam ajudar. Participação Especial: Anitta |                                         |                        |                  |
| 32 | "Campanha do Agasalho"                  | 30 de novembro de 2016 | 432              |
| Dona Jô coleta doações para uma campanha do agasalho, mas Valdomiro se recusa a doar. Ele vai dormir e acorda no futuro, velho e sozinho, quando é visitado por “Ferdinanjo”, seu anjo da guarda, que lhe explica que todos da pensão se deram muito bem na vida e foram morar no Leblon - menos ele. Os personagens (todos mais velhos) vêm do Leblon para visitá-lo. Terezinha virou uma velha surda; Dona Jô está igualzinha, pois segundo Valdo, "já era velha"; Lacraia está casado com Jéssica e juntos tiveram um filho que por acaso é a cara do Elétrisson. Revoltado com essa versão do futuro, Valdomiro obriga “Ferdinanjo” a levá-lo de volta ao presente. Ele volta ao dia do início do episódio e entrega as doações para Dona Jô para evitar a desgraça suburbana que sua vida poderia se tornar. |                                         |                        |                  |
| 33 | "Problema de Encosto"                   | 01 de Dezembro de 2016 | 433              |
| Um palhaço assusta Terezinha na rua e todos da Pensão tentam decifrar o mistério de quem seria ele. Ferdinando está chateado com Jéssica porque ela pegou um crush seu. Jéssica, por sua vez, está virada da noitada e evitando Dona Jô, que teve uma ideia infalível para acalmar o estilo de vida baladeiro da filha: fazer com que Jéssica namore Ericsson. Para isso eles planejam fazer ela sentir ciúmes de Susan, pois Jéssica é muito competitiva quando se trata de homem. Eloísa chega à Pensão com a notícia que atropelou um palhaço e que agora está sendo assombrada por ele. Ninguém inicialmente acredita. Jéssica e Ferdinando descobrem que o crush deles, que era um artista, morreu na noite anterior, e talvez seja ele o palhaço atropelado por Eloísa. Reginel tenta ajudar Terezinha, mas no final o palhaço estava vivo e só veio devolver o celular de Jéssica, que o perdeu na balada. Participação Especial: AAhron Pinheiro |                                         |                        |                  |
| 34 | "Zona Norte-Sul"                        | 02 de Dezembro de 2016 | 434              |
| A Prefeitura pretende tornar o Méier em Zona Norte-Sul, ligando-o à Zona Sul através de um Elevado, e o pessoal da pensão fica empolgado. |                                         |                        |                  |
| 35 | "Dia do Contrário"                      | 05 de Dezembro de 2016 | 435              |
| Dona Jô está devendo o IPTU da pensão, e se não pagar a dívida poderá perder a casa. Enquanto isso, Terezinha é a musa do desafio da Mulataça, A Cerveja Que Arregaça uma disputa pra ver quem bebe a cerveja Mulataça mais rápido. Ferdinando lê numa revista de astrologia que o Méier está prestes a presenciar um fenômeno astral: a passagem de um cometa poderá fazer com que todos na pensão se transformem em seus opostos de personalidade. Com isso, Valdomiro passa a amar o Méier; Dona Jô se transforma numa picareta que odeia o Méier; Terezinha se transforma numa musa fitness e deixa Pasquale aflito ao desistir do desafio; Ferdinando vira um zelador exemplar; e Jéssica toma gosto pelo estudo. Enquanto isso, Brito, Lacraia e Éricsson visitam a pensão num estado desastroso. |                                         |                        |                  |
| 36 | "Máicol, O Retorno"                     | 06 de Dezembro de 2016 | 436              |
| Máicol reaparece na pensão, mas diz que veio só pra acertar a venda de sua casa com Éricsson e voltará para Bahia. Gabi do Lins planeja separar Máicol de Jéssica. Máicol descobre que Jéssica teve um caso com Éricsson e ele desiste de vender seu imóvel. Jéssica pega no flagra Gabi quase beijando Máicol e os dois brigam novamente. Máicol tenta agilizar pra ir embora do Méier o quanto antes, mas por não conseguir vender seu imóvel ele vai continuar por um tempo e acaba fazendo as pazes com Jéssica. |                                         |                        |                  |
| 37 | "Existe amor no Méier"                  | 07 de Dezembro de 2016 | 437              |
| Todos estão em busca de um amor verdadeiro. Jéssica tenta reatar com Máicol, mas ele quer saber tudo que rolou enquanto esteve fora e Jéssica tem medo de contar, principalmente por causa de seus rolos com Ericsson. Zélio, suspenso de seu trabalho de cobrador de ônibus, tenta conquistar Eloísa definitivamente, mas passa por dificuldades e tenta provocar ciúmes nela dizendo que tem um caso com Dona Jô. Terezinha, Velna e Dona Jô trabalham a todo vapor nas entregas da ponta de estoque da Tetezuda Mod's, mas têm dificuldades em fazer as entregas no Morro do Cerol. Dona Jô está virada e toma um remédio de Ericsson que a deixa ultra- acelerada como ele. Reginel, interessado em Terezinha, se prontifica, mas logo percebe que está sendo mais uma vez usado e avalia se deve desistir de Terezinha de uma vez por todas. No final, Máicol e Jéssica voltam a se pegar e Reginel finalmente consegue seu tão sonhado beijo com Terezinha. |                                         |                        |                  |
| 38 | "Mercado Paralelo"                      | 08 de Dezembro de 2016 | 438              |
| Todo mundo está duro e tentando fazer uma graninha a mais com bicos no mercado informal. Terezinha cria uma cooperativa de vans para suprir as necessidades do povo do Méier e do Cerol, que ficou na mão por causa das trocas de linhas de ônibus. Formiga, um ex-peguete de Jéssica, é chamado por Terezinha para ser o cobrador de uma van, mas Máicol também tem interesse na vaga. Dona Jô e Brito atravessam uma pequena crise conjugal: as vans de Terezinha terão serviço de bordo, mas Brito não está ajudando Dona Jô com o preparo da comida. Jéssica, em crise com Máicol por causa de Formiga, acidentalmente bomba seu canal de youtube ao filmar Dona Jô e Brito cozinhando, brigando e se pegando. O programa culinário de Dona Jô bomba instanteamente, para o desespero de Jéssica, que nunca bombou de verdade. No final, Dona Jô e Brito se entendem e Formiga e Máicol viram amigos e combinam uma night sem Jéssica. Participação Especial: Arthur Aguiar como Formiga |                                         |                        |                  |
| 39 | "Junto E Separado"                      | 09 de Dezembro de 2016 | 439              |
| Jéssica e Máicol ainda estão relembrando peguetes anteriores e decidindo se voltam a namorar ou não. Dona Jô está empolgada com o tinder e Terezinha a incentiva a sair com outras pessoas. Breno, um boy que Jéssica quer pegar, aparece na pensão a procurando e dizendo que terminou seu namoro, deixando Jéssica com mais dúvida ainda se deve voltar a namorar com Máicol. Zélio e Silas discutem sobre qual o melhor transporte, ônibus frescão ou táxi, e estão a ponto de brigar quando Zélio revela que seu verdadeiro problema é não ter um amor, Silas se compadece e diz que vai ajudá-lo na arte da conquista. Jéssica e Máicol voltam a namorar mas Jéssica quer propôr um relacionamento aberto, Máicol não quer e diz que desse jeito voltará para Bahia. Acreditando que Máicol foi embora com Julinha Saens-Pea, Jéssica agarra Breno e Máicol vê tudo, eles brigam mas acabam se acertando e decidindo de uma vez voltar a namorar. |                                         |                        |                  |
| 40 | "Então é Natal"                         | 12 de Dezembro de 2016 | 440              |
| Dona Jô está animada com os preparativos para o Natal e distribuiu funções para os moradores da pensão. A única função que ela não conseguiu foi preencher a vaga de Papai Noel da festa. Ferdinando está preparando um auto de Natal e as meninas da casa disputam o papel principal. Valdomiro e Lacraia ficam na função de preparar o amigo oculto. A felicidade de Dona Jô termina quando estão distribuindo os presentes de amigo oculto e ela é a única que não foi sorteada, percebendo que Valdomiro passou a perna. Valdo percebe que estragou a festa de Natal e vai tentar se redimir." |                                         |                        |                  |

### Temporada 5 (2017)
| # | Titulo                            | Data original          | Cód. de Produção |
| --- | --------------------------------- | ---------------------- | ---------------- |
| 1 | "A Grande Surpresa"               | 02 de Outubro de 2017  | 501              |
| É aniversário de Valdomiro e todos da pensão estão organizando uma festa surpresa pra ele. Ele não faz ideia e está chateado que ninguém se lembrou. Até sua avó, Dona Adelaide, aparece na pensão pra uma surpresa. Ferdinando resolve arrasar na festa e surge fantasiado de Ariana Grande. Enquanto isso, Jéssica e Máicol tentam montar uma playlist pro evento, mas não chegam a uma conclusão. |                                   |                        |                  |
| 2 | "Surge Valdinho"                  | 03 de Outubro de 2017  | 502              |
| 3 | "A Eleição"                       | 04 de Outubro de 2017  | 503              |
| 4 | "A Morte de Terezinha"            | 05 de Outubro de 2017  | 504              |
| 5 | "É Big!"                          | 06 de Outubro de 2017  | 505              |
| 6 | "A Cama na Laje"                  | 09 de Outubro de 2017  | 506              |
| 7 | "Ferdilady Gaga"                  | 10 de Outubro de 2017  | 507              |
| 8 | "De Repente, Bangladesh"          | 11 de Outubro de 2017  | 508              |
| 9 | "Dia da Criança"                  | 12 de Outubro de 2017  | 509              |
| 10 | "Teste de Fidelidade"             | 13 de Outubro de 2017  | 510              |
| 11 | "Existe Poliamor no Méier"        | 16 de Outubro de 2017  | 511              |
| 12 | "Ufcerol"                         | 17 de Outubro de 2017  | 512              |
| 13 | "Enem Pensar"                     | 18 de Outubro de 2017  | 513              |
| 14 | "Dia do Catranco"                 | 19 de Outubro de 2017  | 514              |
| 15 | "Méier Fitness"                   | 20 de Outubro de 2017  | 515              |
| 16 | "Quero Ser Nicole Bahls"          | 23 de Outubro de 2017  | 516              |
| 17 | "Terapia de Casal"                | 24 de Outubro de 2017  | 517              |
| 18 | "A Dama das Quentinhas"           | 25 de Outubro de 2017  | 518              |
| 19 | "F De Falsiane"                   | 26 de Outubro de 2017  | 519              |
| 20 | "Cosme E Damião"                  | 27 de Outubro de 2017  | 520              |
| 21 | "O Rival De Murundu"              | 30 de Outubro de 2017  | 521              |
| 22 | "Situação Irregular"              | 31 de Outubro de 2017  | 522              |
| 23 | "Axé Magya"                       | 01 de Novembro de 2017 | 523              |
| A banda de Máicol, Axé Magya, está sendo disputada por Terezinha e Ferdinando. Os dois querem que ele cante em suas respectivas escolas de samba no mesmo dia, e Lacraia, seu atrapalhado empresário, acaba fechando com os dois. |                                   |                        |                  |
| 24 | "O X Da Calcinha"                 | 02 de Novembro de 2017 | 524              |
| Máicol, Lacraia e Ericsson tiveram uma noitada no dia anterior e não se lembram de nada. Jéssica (Samantha Schmütz) encontra uma calcinha na cama de Máicol e termina com o namorado que não sabe explicar o que aconteceu. |                                   |                        |                  |
| 25 | "A Nova Morena Do Méier"          | 03 de Novembro de 2017 | 525              |
| A banda de Máicol está em busca de uma dançarina, a nova morena do Méier. Ele e Lacraia organizam um concurso para encontrá-la. Jéssica logo se candidata, assim como Velna e Terezinha, mas parecem ter uma nova concorrente. |                                   |                        |                  |
| 26 | "Seios Fartos"                    | 06 de Novembro de 2017 | 526              |
| Dona Jô foi atacada e está apavorada pedindo para que todos fiquem atentos também. Susan inclusive irá dar aulas de defesa pessoal para ajudar as mulheres da pensão, mas parece que ele não está apenas atacando as mulheres. |                                   |                        |                  |
| 27 | "Chamas Da Paixão"                | 07 de Novembro de 2017 | 527              |
| Ferdinando está há tempos sem beijar, e, junto com Ericsson, faz uma macumba. O bombeiro Rômulo aparece na pensão, dizendo que gosta do concierge, mas, de acordo com a macumba, Ferdinando tem que ficar vários dias sem beijar. |                                   |                        |                  |
| 28 | "É Dando Que Se Recebe"           | 08 de Novembro de 2017 | 528              |
| Terezinha e Ferdinando disputam o apoio do vereador Beócio Nunes. Terezinha para a sua campanha do agasalho e Ferdinando para a campanha da sopa. Gabi do Lins está atrás dos favores do político. A única que desconfia é Dona Jô. |                                   |                        |                  |
| 29 | "Vale Night"                      | 09 de Novembro de 2017 | 529              |
| Jéssica (Samantha Schmütz) vai participar de uma competição fitness e Máicol irá acompanhá-la, mas os homens estão organizando o churrasco dos soltinhos e ele fica sem saber o que fazer. |                                   |                        |                  |
| 30 | "Liga da Injustiça"               | 10 de Novembro de 2017 | 530              |
| Jéssica propõe a Terezinha que eles se vistam de super herois e doem quentinhas para pessoas carentes do morro do Cerol, mas as quentinhas somem e ninguém sabe o que aconteceu. Agora eles buscam encontrar o culpado. |                                   |                        |                  |
| 31 | "Trabalho Involuntário"           | 13 de Novembro de 2017 | 531              |
| Ferdinando (Marcus Majella) escuta que vai morrer, começa a deixar seus bens para os amigos e diz que irá fechar a Quinta Gay. Máicol, que faria show na casa noturna, fica desesperado e acaba aceitando uma suspeita oferta de Gabi. |                                   |                        |                  |
| 32 | "Sofrência Musical"               | 14 de Novembro de 2017 | 532              |
| Terezinha organiza uma festa no morro do cerol. Gabi é a patrocinadora do evento e elas convidam a dupla Marcos e Belutti pra cantar. Devido a um erro, Marcos come um doce de amendoim, só que ele tem alergia e acaba perdendo a voz. |                                   |                        |                  |
| 33 | "O Iluminado"                     | 15 de Novembro de 2017 | 533              |
| Um jovem messias está pra chegar à terra e ele tem uma mancha púrpura no braço. Para surpresa de todos, Valdinho tem essa mancha e os moradores da pensão passam a lhe prestar homenagens e pedir conselhos. |                                   |                        |                  |
| 34 | "Quero Vê-La Sorrir"              | 16 de Novembro de 2017 | 534              |
| A quadra do Cerol receberá Sidney Magal para um show e ele ficará hospedado na pensão. Dona Jô fica muito mexida com a chegada do cantor, e todos descobrem que os dois tiveram um caso no passado. |                                   |                        |                  |
| 35 | "A Prima"                         | 17 de Novembro de 2017 | 532              |
| A prima de Rose Scheila está na pensão para um congresso. Sanderson não gosta da prima, que o maltrata, e, pouco a pouco, todos da pensão começam a implicar com ela também, e só Ferdinando que fica encantado com a morena. |                                   |                        |                  |
| 36 | "O Feriado"                       | 20 de Novembro de 2017 | 536              |
| É feriado e estão todos animados para aproveitar o dia, mas o tempo vira, começa a chover, e agora eles têm que pensar em novas atividades, principalmente para entreter Valdinho. |                                   |                        |                  |
| 37 | "Sorria, Você Está Sendo Filmado" | 21 de Novembro de 2017 | 537              |
| Vários roubos estão acontecendo nas redondezas da pensão da Dona Jô e estão todos suspeitando uns dos outros, até que aparece um tal de Ed nerd com a solução: instalar câmeras de segurança. |                                   |                        |                  |
| 38 | "Dez, Nota Dez"                   | 22 de Novembro de 2017 | 538              |
| Ferdinando está a mil com preparativos do carnaval. Terezinha parece não estar nem aí, até que descobre que ele recrutou os homens pra ajudar. Para mostrar sua força, convoca Viviane Araújo como rainha de bateria. |                                   |                        |                  |
| 39 | "Você Decide"                     | 23 de Novembro de 2017 | 539              |
| Pabllo Vittar faz uma proposta irrecusável aos moradores da pensão de Dona Jô: quer gravar um clipe lá, mas quer ajuda do público de casa pra escolher a música. A casa se divide em duas e cada grupo está determinado a vencer. |                                   |                        |                  |
| 40 | "Feliz Ano Novo"                  | 24 de Novembro de 2017 | 540              |
| Chegou o último dia do ano. Todos estão se preparando para a virada, alguns fazem simpatia, Dona Jô prepara a ceia, mas não sabem ainda como chegarão a Copacabana. Pedem ajuda a Zélio, mas nem tudo sai como previsto. |                                   |                        |                  |